# سلحفاة كانتور العملاقة
سلحفاة كانتور العملاقة (بالإنجليزية: Cantor's giant softshell turtle )‏ : هي من سلاحف المياه العذبة. يمكن لطولها ان يصل لحوالي مترين وتعد من الحيوانات اكلة اللحوم تتغذى على القشريات والرخويات والاسماك وتأكل احيانا النباتات المائية، تقضي 95 % من عمرها مدفونة تحت الرمال دون أي حركة باستثناء عيونها ولا تخرج رأسها من الرمال الا مرتين يومياُ للتنفس، تضع من 20 إلى 28 بيضة في شهر شباط واذار بجانب الانهار، وتعتبر من الحيوانات المهددة بالانقراض وتعيش في الهند، بنغلادش، بورما، تايلاند، ماليزيا، كمبوديا، فيتنام، الصين، والفلبين، اندونيسيا، بابوا غينيا الجديدة، سومطرة، بورنيو، وغرب جاوة.